# Josephine Terlecki
Josephine Terlecki (Dresde, Alemania, 17 de febrero de 1986) es una atleta alemana especializada en la prueba de lanzamiento de peso, en la que consiguió ser medallista de bronce europea en pista cubierta en 2011.

## Carrera deportiva
En el Campeonato Europeo de Atletismo en Pista Cubierta de 2011 ganó la medalla de bronce en el lanzamiento de peso, llegando hasta los 18.09 metros, que fue su mejor marca personal, tras la rusa Anna Avdeyeva (oro con 18.70 metros) y su compatriota alemana Christina Schwanitz (plata con 18.65 metros).